# Magnet (Allier)
Magnet település Franciaországban, Allier megyében. Lakosainak száma 1046 fő (2022. január 1.). Magnet Billezois, Bost, Périgny, Saint-Étienne-de-Vicq, Saint-Félix, Saint-Gérand-le-Puy és Seuillet községekkel határos.

## Népesség
A település népességének változása:
| Lakosok száma | 722  | 592  | 656  | 741  | 935  | 958  | 989  | 1020 | 1035 | 1046 |
|               | 1968 | 1982 | 1990 | 2006 | 2013 | 2015 | 2017 | 2019 | 2020 | 2022 |